# Mortal Kombat (pel·lícula)
Mortal Kombat (també coneguda com a Mortal Kombat: La pel·lícula) és una pel·lícula realitzada l'any 1995 basada en el popular videojoc Mortal Kombat, dirigida per Paul W. S. Anderson i escrita pels creadors del joc Ed Boon i John Tobias. La pel·lícula està basada en la història Mortal Kombat I, encara que pren també part de Mortal Kombat II. La seva seqüela Mortal Kombat: Aniquilació va ser llançada el 1997. Ha estat doblada al català

## Argument
Durant nombroses generacions s'ha celebrat un torneig creat pels déus ancians anomenat Mortal Kombat, en el qual s'enfronten els guerrers de la Terra contra el bruixot Shang Tsung i el monstre de quatre braços anomenat Goro, dos guerrers de l'Outworld. Es va decidir que si el Outworld guanyava deu vegades consecutives el torneig podria envair la Terra i governar.
El Outworld ja ha guanyat els nou tornejos anteriors consecutivament, i per aquest desè torneig, Rayden, el déu protector de la Terra, ha posat les seves esperances en tres guerrers: Liu Kang, un jove monjo shaolin que pretén venjar en el torneig la mort del seu germà a mans de Shang Tsung, Johnny Cage, una estrella del cinema d'acció que participa en el torneig per demostrar que els seus cops són reals; Sonya, una agent de les forces especials que entra en el torneig per detenir un terrorista anomenat Kano.
Però Shang Tsung no deixarà que els mortals de la Terra facin malbé tot en el desè torneig i "recluta" a dos letals assassins amb el seu poder mental: Scorpion, un espectre vivent, i Sub-Zero, un ninja amb poders sobre el gel. Shang Tsung porta els lluitadors del torneig amb vaixell a la seva illa, lloc on se celebra el torneig. En aquest vaixell, Cage, Sonya i Liu Kang coneixen Art Lean, un gran lluitador que més tard és derrotat per Goro.
En contra del previst, els guerrers de la Terra vencen els seus combats: Sonya venç Kano, Cage a Scorpion i Goro; Liu Kang venç Kitana (la filla adoptiva de l'emperador és desqualificada), Sub-Zero, Reptile, i finalment acaba amb el mateix bruixot en la seva fortalesa de l'Outworld.
D'aquesta manera, els guerrers de la Terra tornen a casa on els espera una desagradable sorpresa: l'emperador de l'Outworld, Shao Kahn, no està conforme amb el resultat del torneig i decideix arreglar a la seva manera, envaint la Terra.

## Curiositats d'actors
Durant la fase de pre-producció estava planejat que Brandon Lee, el fill de Bruce Lee, fes de Johnny Cage a la pel·lícula. Això no va ser possible, pel fet que Lee va morir en estranyes circumstàncies durant el rodatge de la pel·lícula El corb l'any 1994. Cameron Diaz havia de representar Sonya a la pel·lícula, però es va torçar el turmell i va haver de ser reemplaçada. En la versió original de la pel·lícula, la veu d'Ed Boon, creador de Mortal Kombat, va ser l'encarregada de cridar el famós "Get over here!" de Scorpion quan llança l'arpó.

## Recepció
MK "la pel·lícula" va ser acollida amb escepticisme pel públic. Va resultar ser bastant bona: un argument coherent i intel·ligent, un ritme d'acció força elevat, un bon repartiment, bons efectes especials i una genial banda sonora, van encastellar a aquesta pel·lícula com la millor adaptació d'un videojoc al cel·luloide, tant que fins i tot es va crear una sèrie de televisió anomenada Mortal Kombat: Conquest, amb un altre argument, en el qual se situava l'acció 500 anys abans que la pel·lícula, amb Kung-Lao com a protagonista, i que a més mostrava altres personatges que no van aparèixer mai a la pel·lícula, com Smoke i Milena. Més tard, els productors van dir que les pel·lícules no seguien la mateixa línia argumental que el videojoc, però el seguien molt a prop.